# مدل ریاضی
مدل ریاضیاتی عبارت است از توصیف یک سامانه (سیستم) به کمک زبان ریاضی و قضیه‌ها و نمادهایش؛ مدل‌سازی یا مدل‌سازی ریاضی، عبارت است از تلاش برای توسعهٔ یک مدل ریاضی برای یک سامانه مشخص. مدل‌سازی ریاضی، نه تنها در علوم طبیعی مانند فیزیک، شیمی، اخترشناسی، کیهان‌شناسی، زیست‌شناسی، زمین‌شناسی، هواشناسی و علوم مهندسی مانند علوم رایانه، هوش مصنوعی و غیره کاربرد دارد، بلکه در علوم اجتماعی مانند علم اقتصاد، روان‌شناسی، جامعه‌شناسی نیز کاربردهای گسترده‌ای دارد.

مدل‌سازی به پژوهشگران، کمک می‌کند تا یک سامانه را به صورت سامانه‌شناسی، تحلیل کرده و رفتار آن را پیش‌بینی کنند. سیستم دینامیک، مدل آماری، معادله دیفرانسیل و نظریه بازی‌ها نمونه‌هایی از مدل‌سازی ریاضی برای حل مسائل جهان به‌شمار می‌روند؛ اگرچه مدل‌سازی محدود به موارد یادشده نیست.
مدل ریاضی، گاه شامل مدل منطقی نیز می‌شود، به این واسطه که منطق هم جزئی از ریاضی است. در بیشتر موارد کیفیت پژوهش انجام شده کاملاً وابسته به دقت مدل ساخته شده‌است. هرچه هم‌خوانی تئوری‌های داده شده با نتایج تجربی بیشتر باشد، مدل بهتری ساخته خواهد شد.

## مدل‌های نمادین غیر ریاضی
به جز استفاده از زبان ریاضی برای مدل‌سازی، روش‌های دیگری نیز برای مدل‌سازی جهان واقعی وجود دارد:
- مدل‌های زبانی (Linguistic)
- مدل‌های تصویری (Graphic)
- مدل‌های شماتیک (Schematic)

## دسته‌بندی مدل‌های ریاضی
مدل‌های ریاضی با همه تنوعشان در این چند دسته جای می‌گیرند:

### مدل خطی در برابر مدلغیرخطی
اگر تمام عملگرها در یک مدل ریاضی به صورت خطی باشند آن گاه مدل ریاضی خطی است. در غیر این صورت مدل غیر خطی است.
تعریف مدل‌های خطی و غیر خطی در محتوای آن‌ها است و یک مدل خطی ممکن است دارای عبارات غیر خطی باشد.
به طور مثال در یک مدل خطی آماری فرض بر این است که رابطه خطی بین پارامتر است در صورتی‌که ممکن است غیر خطی در متغیرها پیش‌بینی‌کننده باشد.

### مدل قطعی در برابر مدل غیر قطعی (تصادفی)
در مدل قطعی مقدار پارامترها قطعی هستند، ولی در مدل غیر قطعی تصادفی. مدل قطعی زمانی مناسب است که کلیه عوامل شناخته شده‌باشند. این مدل برای تست امکان‌سنجی مورد استفاده قرار می‌گیرند. سیستمی که به روش تصادفی پیاده‌سازی شده‌باشد بهتر است زیرا خروجی تصادفی که به واقعیت نزدیک است تولید می‌نماید.

### مدل ایستا در برابر مدل پویا
مدل پویا وابسته به زمان است و به وضعیت سیستم در زمان بستگی دارد در صورتی‌که مدل ایستا با زمان تغییر نمی‌کند.

### مدل گسسته در برابر مدل پیوسته
در مدل گسسته رفتار اشیا به صورت گسسته می‌باشد در صورتی‌که در مدل پیوسته همانند درجه دما به صورت پیوسته می‌باشد.

### مدل قیاسی یا شناور
مدل قیاسی از یافته‌های تجربی و تعمیم از آن‌ها ناشی می‌شود مدل شناور صرفاً فراخوانی می‌شود.

## پیش‌گویی از روی اطلاعات
در مدل‌سازی ریاضی مسایل از دید میزان اطلاعاتی که از یک سیستم در دست است به دو دسته تقسیم‌بندی می‌شوند، جعبه سیاه و جعبه سفید. مسئله جعبه سیاه برای سیستم‌هایی به کار می‌رود که اطلاعات کمی در خصوص جزئیات آن‌ها وجود دارد. اصطلاح جعبهٔ سفید که به آن جعبه شیشه‌ای نیز گفته می‌شود برای توصیف سیستم‌هایی به کار می‌رود که اطلاعات زیادی در خصوص اجزا و عملکرد آن‌ها موجود است. در جهان واقعی بیشتر سیستم‌ها نه کاملاً سیاه و نه کاملاً سفید خواهند بود. سیستم‌ها در جهان واقعی در جایی میان این دو حالت قرار خواهند گرفت.

## هوش مصنوعی
می‌توان از الگوریتم‌ های هوش مصنوعی به ویژه الگوریتم شبکه عصبی جهت تمرین دادن مدل بر اساس پارامترها استفاده کرد. در این روش خروجی مدل به صورت پیوسته با پارامترهای سیستم ارزیابی می‌شود و بهبود می‌یابد.